# Ralph Stock

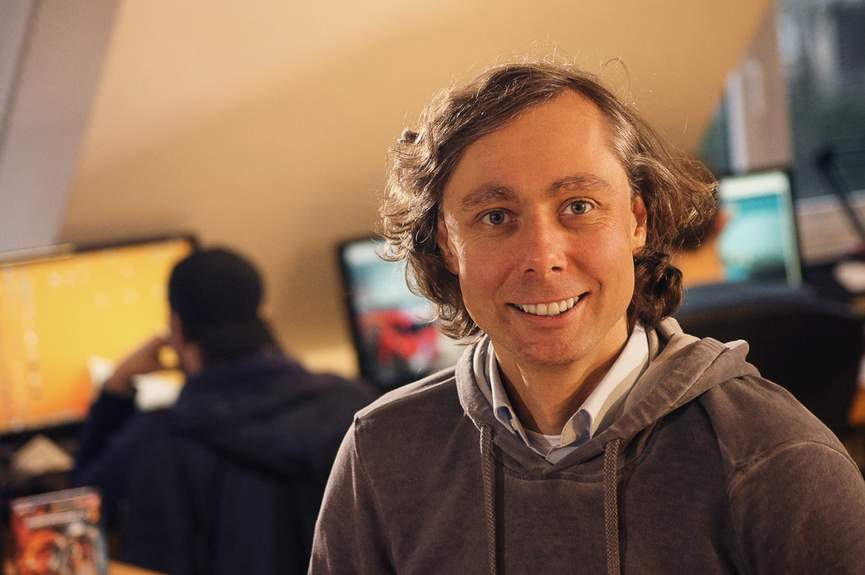
Ralph Stock, 2014

Ralph Stock (* 1969 in Gießen) ist ein deutscher Game Designer und Unternehmer.

## Leben und Karriere

### Die Anfänge
Etwa 1977 entdeckte Ralph Stock bei einem Freund seines Vaters einen Commodore PET und beschäftigte sich erstmals mit Computertechnik. Das Spiel Hamurabi, eine Wirtschaftssimulation, weckte seine Faszination für Computerspiele und deren Entwicklung. Anfang der achtziger Jahre baute sich Ralph Stock im Alter von 12 Jahren seinen ersten eigenen Computer – einen Sinclair ZX81 – aus einem Bausatz selbst zusammen. Diesen Rechner nutzte er für erste Programmier-Experimente. Im Alter von 15 Jahren entwickelte Stock mit seinem Team aus Schulfreunden sein erstes Spiel für den C64: Ein Adventure namens Der Stein der Weisen. Als das Spiel 1984 von Kingsoft veröffentlicht und kommerziell vermarktet wurde, ging Ralph Stock noch zur Schule. In der Oberstufe arbeitete Stock bereits an Bozuma: Das Geheimnis der Mumie sowie Berlin 1948 und machte 1988 sein Abitur. Bozuma wurde von Time Warp Software GmbH, einem Label von Rainbow Arts (Softgold) veröffentlicht. Im Anschluss setzte Stock seine Kooperation mit Softgold/Rushware fort und arbeitete erst freiberuflich, dann festangestellt als Programmierer und Producer bei Rainbow Arts. Auch seine eigene Erfindung Mad TV entwickelte er bei Rainbow Arts und legte damit den Grundstein für dessen indirekte Nachfolger. Nachdem Ralph Stock bei Rainbow Arts zunächst als Produzent und Game Designer tätig gewesen war, wurde er dort 1990 zum Chefproducer und Entwicklungsleiter.
Rainbow Arts wurde für Ralph Stock wie auch für andere Spieleentwickler nach der Amiga-Ära zu einem Inkubator für die eigene Firmengründung:
Laut eigener Aussage war die Verantwortung für die Entwicklung deutschsprachiger Versionen der Computerspiele von Lucasfilm Games, TSR oder SSI und der damit verbundene internationale Austausch mit anderen Game Designern wie Chris Roberts oder Richard Garriott zu jener Zeit wesentlich für Stocks Entwicklung als Game Designer und Producer.

### Promotion Software und Sixteen Tons
1993 gründete Ralph Stock in Tübingen die Firma Promotion Software GmbH. Sein Unternehmen erlangte zunächst Bekanntheit mit Werbespielen wie Victor Loomes, Tom Long: The Time Adventure (MS-DOS) oder Jeff Jet: Abenteuer Infohighway. 1994 veröffentlichte der Game Designer mit Der rasende Reporter (Simulation, MS-DOS) sein erstes Lernspiel zur politischen Bildung. In Zusammenarbeit mit Ikarion entwickelte Stock weitere Spiele wie Mad News (1994), Mad News Extrablatt und Caribbean Disaster (1995) im Stil der humoristischen Simulation Mad TV. Der Musiker Chris Hülsbeck war verantwortlich für die Soundkulisse dieser und weiterer Spiele von Ralph Stock.
Ralph Stock kooperierte auch mit Brettspielautoren wie Reiner Knizia und realisierte digitale Spielumsetzungen von Brettspielen wie Keltis (2009), Einfach Genial (2009) oder  Heckmeck (2014).
Inspiriert von Command & Conquer (Virgin Interactive Entertainment, ab 1995) erfand Ralph Stock 1997 die Rettungssimulation Emergency: Fighters for Life – ein „ins Positive verkehrtes“ Echtzeit-Strategiespiel, das 1998 veröffentlicht wurde. Laut Gamesindustry.biz gilt die Emergency-Reihe bis heute als eine der wichtigsten deutschen Spielemarken. Unter dem Markenlabel Sixteen Tons Entertainment entwickelte Ralph Stock in Tübingen diverse weitere Spiele wie Gotcha! (2006) oder The Show (2007) sowie Fortsetzungen der Emergency-Spielereihe. 2009 gründete er eine Studio-Niederlassung in der Medienstadt Babelsberg. Dort entwickelte Spiele wurden bis 2012 unter dem Namen Quadriga Games veröffentlicht. Das Unternehmen Sixteen Tons Entertainment ist seit 2017 auf zwei Studios mit Standorten in Tübingen und Berlin aufgeteilt. Neben der Emergency-Reihe arbeiten die Entwickler beider Studios auch an Serious Games und Mitarbeiterschulungen. 2020 übernahm Phoenix Games das Unternehmen.
Im August 2024 trat Ralph Stock als Geschäftsführer von Sixteen Tons Entertainment zurück.

### Engagement
Mit Serious Games Solutions, dem auf angewandte Spiele spezialisierten Bereich der Promotion Software GmbH, engagiert sich Stock für die Nutzung von Gamification und Serious Games in der digitalen Bildung und teilt seine Erfahrung bei Fachmessen. Neben seiner kreativen Tätigkeit als Spieleentwickler war er beispielsweise beim Internationalen Deutschlandforum zum Thema Gesundheit und Innovation im Bundeskanzleramt zu Gast bei Bundeskanzlerin Angela Merkel. Auf dem Learntec-Kongress, bei der didacta Fachmesse für Bildungswirtschaft und der Fachkonferenz Bizplay sowie bei der Serious Games Conference und den German Dev Days wirkte Stock als Referent mit.
Ralph Stock ist in verschiedenen Jurys tätig, 2019 war er Jurymitglied beim Animated Games Award, einem Wettbewerb des Internationalen Trickfilm-Festivals in Stuttgart.

## Rezeption
Ralph Stock gilt als einer der führenden Spieleentwickler für digitale Spiele, die im Gesundheits- und Bildungsbereich eingesetzt werden.
Als seine bekannteste Erfindung gilt Mad TV, eine humorvolle Wirtschaftssimulation, die 1991 von Rainbow Arts veröffentlicht wurde. Das Spiel wurde positiv von der Fachpresse aufgenommen (Zitat Powerplay: „Keine Frage, für so eine geniale Idee wird die beste Note gezogen: MadTV gehört zu den witzigsten Strategiespielen des Jahres“) und inspirierte diverse offizielle und inoffizielle Nachfolger.
Sein 2018 veröffentlichtes Spiel Emergency HQ für iOS und Android hat Stock als erstes Spiel der Emergency-Reihe als reines Free-to-play-Spiel konzipiert. Laut PocketPC Magazin handelt es sich um eine gelungene Umsetzung des Emergency-Spielprinzips: "Fazit: Starker Klassiker für den Mobile Gaming Markt neu aufgelegt".

## Ludografie (Auszug)
- Der Stein der Weisen (1984)[4]
- Bozuma – Mystery of the Mummy (1988)
- Berlin 1948 (1989)
- Mad TV (1990)
- Victor Loomes (1993)
- Tom Long: The Time Adventure (1994)
- Hurra Deutschland (1994) Das Spiel zur Polit-Satire Hurra Deutschland vom WDR
- Mad News (1994)
- Der rasende Reporter (1994)
- Tim & Nina (1995)
- Jeff Jet: Abenteuer Infohighway (1995)
- Caribbean Disaster (1995)
- Berlin Connection (1996)
- Emergency: Fighters for Life (1998)
- Emergency Police (2001)
- Emergency 2 (2002)
- Gotcha! (2004)
- Emergency 3 (2005)
- Emergency 4 (2006)
- The Show (2007)
- Emergency DS (2008)
- Keltis – Der Weg der Steine (2009) Digitalausgabe des Brettspiels von Dr. Reiner Knizia
- Einfach Genial (2009) Digitalausgabe des Brettspiels von Dr. Reiner Knizia
- Emergency 2012 (2010)
- Emergency 2012 DS (2010)
- Emergency Kids (2011)
- Emergency Mobile (2012)
- Emergency 2013 (2013)
- Power Matrix (2013)
- Menschen auf der Flucht (2013)[35][36]
- Emergency 2014 (2014)
- Heckmeck (2014) Digitalausgabe des Brettspiels von Dr. Reiner Knizia
- Emergency 5 (2014)
- Emergency 2016 (2015)
- Emergency 2017 (2016)
- Emergency 20 (2017)
- Emergency HQ (2018)
- Emergency Operator (2022)
- Emergency (2023) (2023)

## Auszeichnungen (Auszug)
- 2018: Comenius-EduMedia-Award Medaille für Blue Brain Club.[37]
- 2017: Deutschland – Land der Ideen, Kategorie "ausgezeichneter Ort" für Teamwork.[38]
- 2014: "Deutscher Preis für Onlinekommunikation 2014", Kategorie "Best Corporate Game" für Power Matrix.[39]
- 2013: "Digital Communication Awards 2013", Kategorie "Best Corporate Game" für Power Matrix.[40]
- 2013: Deutscher Computerspielpreis der Jury, Kategorie "Bestes Serious Game", für Menschen auf der Flucht.[41]
- 2010: Serious Games Award der Jury für Willi wills wissen: Bei den Wikingern bei der Serious Games Conference[42]
- 2009: Kindersoftwarepreis TOMMI für Willi wills wissen: Bei den Wikingern.[43]